# Armin Walpen

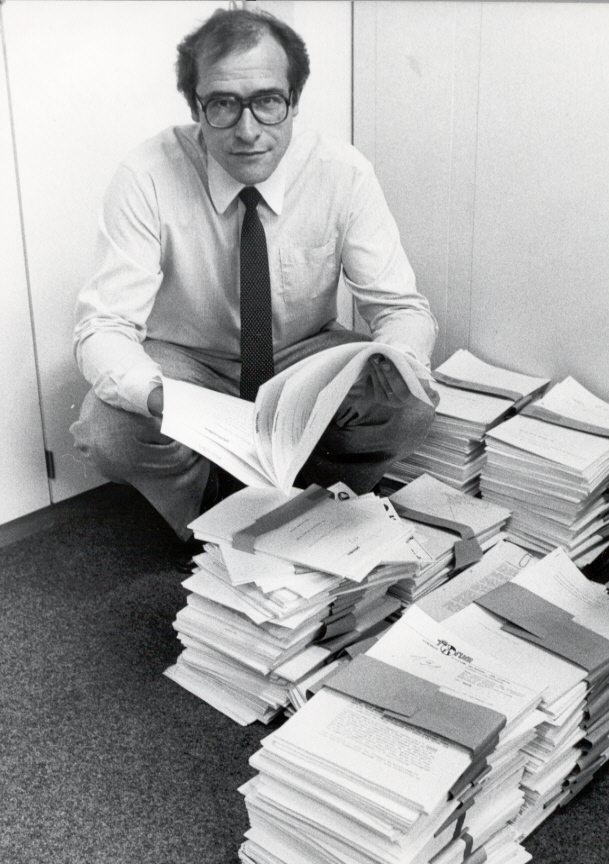
Armin Walpen (1986)

Armin Walpen (* 2. November 1948 in Reckingen VS) ist ein Schweizer Jurist und Medienmanager. Zwischen 1996 und Ende 2010 war er Generaldirektor der Schweizerischen Radio- und Fernsehgesellschaft (SRG).

## Leben
Nach der Matura 1969 studierte Walpen Jura an der Universität Freiburg. 1973 erwarb er sein Lizenziat. Seine Berufslaufbahn begann er beim Radio- und Fernsehdienst im Sekretariat des Eidgenössischen Verkehrs- und Energiewirtschaftsdepartements. Zwischen 1980 und 1988 war er dessen Leiter. Von 1988 bis 1991 leitete er das Ressort Audiovisuelle Medien beim Tages-Anzeiger. Von 1991 bis 1996 war er Generalsekretär im Eidgenössischen Justiz- und Polizeidepartement.
Ab 1996 war Walpen Generaldirektor der Schweizerischen Radio- und Fernsehgesellschaft (SRG). Diese Funktion übte er bis Ende 2010 aus, sein Nachfolger wurde Roger de Weck.
Er ist Mitglied der Christlichdemokratischen Volkspartei (später Die Mitte).

## Auszeichnungen
- 2000: Oertli-Preis